# Griffe d'Archimède

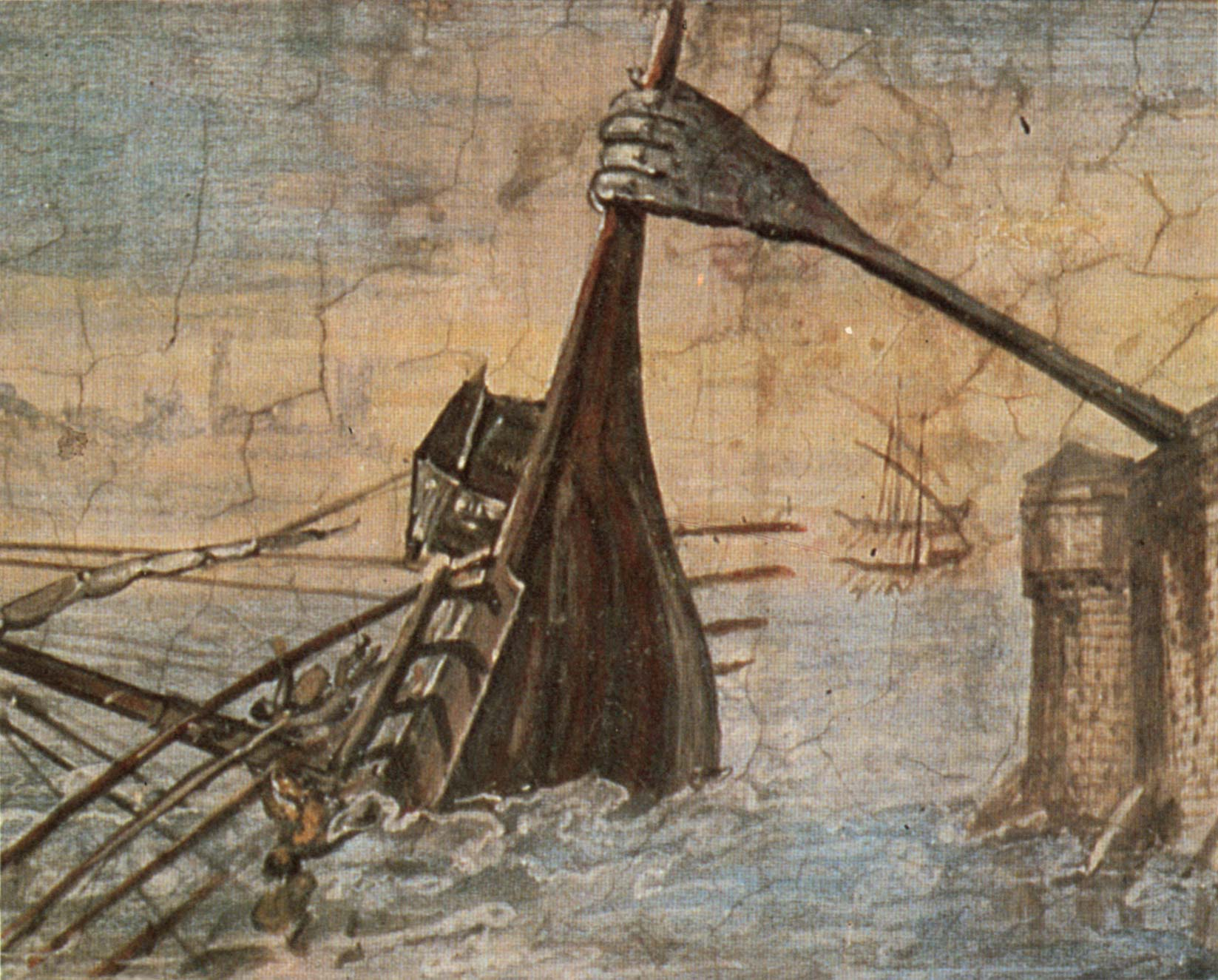
La Griffe d'Archimède peinte par Giulio Parigi vers 1600 en prenant le nom de « main de fer » au sens littéral.

La Griffe d'Archimède (grec ancien : Ἁρπάγη, romanisé : harpágē ; également connue sous le nom de « main de fer ») est une arme conçue par Archimède pour défendre la partie maritime des murs de la ville de Syracuse contre les assauts amphibies. Bien que sa nature exacte ne soit pas claire, les récits des historiens antiques semblent le décrire comme une sorte de grue équipée d'un grappin qui était capable de soulever en partie un navire hors de l'eau, puis soit de le faire chavirer, soit le faire tomber brusquement.
Ces machines figuraient en bonne place lors de la deuxième guerre punique en 212 avant J.-C., lorsque la République romaine a attaqué Syracuse avec une flotte de 60 navires sous Marcus Claudius Marcellus. Lorsque la flotte romaine s'est approchée des murs de la ville dans l'obscurité, les machines ont été déployées, coulant de nombreux navires et semant la confusion. Des historiens tels que Tite-Live ont attribué de lourdes pertes romaines à ces machines, ainsi qu'aux catapultes également conçues par Archimède.
La plausibilité de cette invention a été testée en 1999 dans la série de la BBC Secrets des anciens et à nouveau début 2005 dans la série Discovery Channel Super-armes du monde antique. Les producteurs de Super-armes ont réuni un groupe d'ingénieurs chargés de concevoir et de mettre en œuvre en sept jours un engin réaliste, compte tenu de ce que l'on sait d'Archimède. Ils ont pu tester leur création et ont réussi à renverser un modèle de navire romain pour qu'il coule. Bien que cela ne prouve pas l'existence de la griffe d'Archimède, cela suggère que cela aurait techniquement été possible à l'époque.

## Description par l'historien grec Polybe
Il y avait encore des machines contre les assaillants qui, à l'abri de mantelets, étaient garantis de tout dommage provenant des projectiles tirés à travers le mur ; ces machines lâchaient contre eux des pierres capables de faire évacuer la proue par les combattants, et en même temps elles faisaient descendre un grappin de fer attaché à une chaîne. Par ce moyen l'homme qui dirigeait le mâtereau effectuait une prise de façon à saisir le navire par la proue, puis il faisait descendre le talon de sa machine à l'intérieur du rempart. Une fois qu'en soulevant la proue il avait dressé le navire sur sa poupe, il attachait les talons de ses engins à un point fixe puis, au moyen d'une détente, déclenchait la chaîne et le grappin. Quand cela se produisait, certains bateaux tombaient sur le côté, d'autres même se retournaient, la plupart plongeaient dans l'eau quand leur proue était ainsi précipitée de haut, et ils se remplissaient d'eau et de désordre.

Polybe, VIII, 6 (traduction Raymond Weil)